# Durchgeknallt (1999)
Durchgeknallt (englischer Originaltitel: Girl, Interrupted) ist ein Psycho-Drama aus dem Jahr 1999 mit Winona Ryder und Angelina Jolie in den Hauptrollen. Der Film basiert auf der Autobiografie von Susanna Kaysen, die 18 Monate in einer psychiatrischen Klinik verbrachte.

## Handlung
Der Film spielt Ende der 1960er Jahre. Die 18-jährige Susanna wird nach einem Selbstmordversuch durch Acetylsalicylsäure und Wodka in die psychiatrische Klinik des Claymoore Hospital eingewiesen. Sie sollte dort zur Erholung bleiben. In der Klinik lernt Susanna andere psychisch kranke Frauen kennen. Darunter die notorische Lügnerin Georgina, die verstörte Daisy und die von Brandwunden entstellte Polly. Außerdem trifft sie auf die Stationsschwester Valerie, die Susanna erstmal unter ihre Fittiche nimmt und herumführt.
Georgina wird Susannas neue Zimmerpartnerin. Während sie sich näherkommen, wird Lisa (eine Soziopathin) mit Hilfe der Polizei zwangseingewiesen. Lisa war zuvor ausgebrochen und entdeckt jetzt, dass eine neue Mitbewohnerin im Haus ist. Sie reißt sich von den medizinischen Hilfskräften los und verbarrikadiert sich im Zimmer von Georgina und Susanna, wo sie nach dem Verbleib von Georginas früherer Zimmerpartnerin Jamie fragt, die ihre beste Freundin war.
Die in eine Ecke gedrängte Susanna weiß natürlich nichts über Jamie, doch bevor die Situation eskaliert, kann Valerie sich Zutritt ins Zimmer verschaffen und Lisa wird gewaltsam von den anderen getrennt.
Später erfährt Susanna von Polly, dass Jamie sich in Lisas Abwesenheit mit einem Volleyballnetz erhängt hatte. Nach und nach lernt Susanna die beiden Hauptärzte kennen: Dr. Potts („Glatzkopftherapeut, der Vergewohltätiger“) und Dr. Wick („Dr. Fick, die mit dem Sex-Tick“).
Daisy erweist sich als schwer psychisch krank. Im Speisesaal isst sie nie mit den anderen und hat auch sonst keine sozialen Kontakte. Als Susanna ihr einen Besuch abstattet, erfährt sie Daisys Motivation: Die meisten Menschen seien gerne alleine, wenn das Essen wieder herauskäme (Toilettengang) und Daisy sei eben gerne alleine, wenn das Essen hereinginge. Außerdem ernährt sie sich hauptsächlich von gebratenen Hühnchen, die ihr Vater ihr mitbringt und die sie unter dem Bett versteckt. In das Gespräch mischt sich Lisa ein, die es liebt, Daisy zu provozieren und die schließlich mit Daisy Medikamente tauscht, die die Mädchen zuvor heimlich nicht eingenommen haben.
Eines Nachts treffen sich alle Patientinnen der Station und schleichen sich in einen anderen Gebäudetrakt. Erst benutzen sie heimlich und unter viel Gelächter die Kegelbahn, dann brechen sie in das Büro Dr. Wicks ein. Dort geht Lisa an den Schreibtisch Dr. Wicks und gibt jedem Anwesenden, einer Verleihung der Ehrendoktorwürde gleich, seine Patientenakte.
Daisy wird schließlich als „geheilt“ entlassen und zieht in ein von ihrem Vater bezahltes Haus (mit ihrem neuen Haustier, einer Katze). An einem anderen Tag besucht ein Jugendfreund Susanna. Sie sucht sogleich sexuellen Kontakt mit ihm. Sein Angebot, mit ihm nach Kanada zu kommen, lehnt sie jedoch ab. Sie will bei ihren Freundinnen in der Psychiatrie bleiben.
An diesem Abend hat Polly, die Susanna und deren Freund beobachtet hatte, einen hysterischen Anfall. Sie fühlt sich erneut in dem Glauben bestätigt, dass durch ihre Brandverletzung niemand sie je küssen würde. Polly wird daraufhin sediert und in ein geschlossenes Zimmer gesperrt, wo sie den ganzen Abend weinend zubringt.
Lisa und Susanna fassen sich ein Herz, holen sich unerlaubt eine Gitarre aus dem Musikraum und lassen sich, nachdem die Stationswächterin narkotisiert wurde, vor Pollys Zimmer nieder.
Dort beginnen sie mit einem aufmunternden Lied (Petula Clark Downtown). Als ein anderer Stationsmitarbeiter auf dem Flur auftaucht und dieser die Mädchen auf ihre Zimmer schicken will, sucht Susanna auch zu diesem sexuellen Kontakt, mit Erfolg. 
Am Morgen darauf werden Lisa und Susanna entdeckt, die im Flur eingeschlafen waren, bei ihnen ist auch der Stationsmitarbeiter. Dieser wird sofort auf die Männerstation versetzt, während Susanna und Lisa ein Gespräch bei Dr. Wick erhalten.
Lisa wird auf eine andere Station verlegt, Susanna erfährt von Dr. Wick, dass ihre Diagnose (Borderline-Persönlichkeitsstörung) sich gefestigt habe, da sie bereits an einem Tag mehrere sexuelle Kontakte gesucht habe und damit promisk sei.
Außerdem sagt Dr. Wick, Susanna solle sich entscheiden, ob sie gesund oder verrückt sein möchte, für oder gegen das Leben. Dafür benutzt sie das Wort „ambivalent“, das Susannas Zustand sehr gut umschreiben würde.
Susanna aber ist uneinsichtig und verbringt ihre Zeit nach dem Gespräch im Bett, bis Schwester Valerie sie einfach hochzerrt und in eine Badewanne mit kaltem Wasser setzt. Lauthals beschwert Susanna sich daraufhin über die schlechte Behandlung, nennt Claymoore eine „Faschistische Folterkammer“ und beschimpft Schwester Valerie auf alle erdenklichen Arten.
Diese entgegnet daraufhin ruhig, dass Susanna sich entscheiden kann zwischen Gesundheit und Krankheit, ganz im Gegensatz zu vielen anderen der Patienten, und dass Susanna ihr Leben nicht einfach wegwerfen sollte.
Eines Abends kommt Lisa ganz aufgelöst zu Susanna und berichtet ihr von den Elektroschocks, die sie zur Therapie erhalten habe.
Die beiden arbeiten einen Fluchtplan aus, in dem sie nach Florida fliehen wollen. Doch sie kommen nur bis zur Wohnung von Daisy, wo sie für eine Übernachtung bleiben.
Lisa provoziert Daisy so sehr, dass diese sich am Morgen darauf das Leben nimmt. Während Lisa sich davon ungerührt zeigt und flieht, wartet Susanna schockiert im Haus auf die Behörden und lässt sich wieder einweisen.
Nach einiger Zeit wird auch Lisa gefasst und stiehlt Susannas Tagebuch, in dem Susanna ganz offen ihre Ansichten und Gedanken über ihre Mitbewohnerinnen festgehalten hat.
Lisa liest den anderen Patientinnen daraus vor, die empört reagieren, und schürt damit eine feindselige Stimmung gegen Susanna. In einem großen Aufstand droht Lisa, sich selbst mit einer großen Nadel zu erstechen, lässt davon jedoch ab, als Georgina sie mit ihren Worten besänftigt. Susanna hält Lisa eine Rede über deren Kaltherzigkeit und das Leben, das sie außerhalb der Anstalt führen werde. Sie hat Lisa durchschaut, da diese sich nur innerhalb der Klinik lebendig fühle und etwas Besonderes sein könne. Getroffen bricht Lisa zusammen.
Susanna wird am folgenden Tag entlassen. Bevor sie geht, verabschiedet sie sich von allen Patienten und besucht Lisa, welche fixiert im Bett liegt, um noch einmal mit ihr zu reden. Sie sagt, sie glaube daran, dass Lisa es auch schaffen wird, und diese sie dann besuchen kommen muss.
Der Film endet mit einem Monolog der Protagonistin, dass in den 1970ern die meisten Patientinnen entlassen worden sind.

## Synchronisation
Die deutschsprachige Synchronisation entstand unter der Dialogregie von Andreas Pollak im Auftrag der Hermes Synchron in Potsdam.
| Rolle                 | Schauspieler      | Synchronsprecher         |
| --------------------- | ----------------- | ------------------------ |
| Susanna Kaysen        | Winona Ryder      | Kellina Klein            |
| Lisa Rowe             | Angelina Jolie    | Claudia Urbschat-Mingues |
| Georgina Tuskin       | Clea DuVall       | Julia Ziffer             |
| Daisy Randone         | Brittany Murphy   | Ghadah Al-Akel           |
| Polly Clark           | Elisabeth Moss    | Natascha Petz            |
| Tobias Jacobs         | Jared Leto        | Dietmar Wunder           |
| Dr. Melvin Potts      | Jeffrey Tambor    | Bert Franzke             |
| Dr. Sonia Wick        | Vanessa Redgrave  | Judy Winter              |
| Valerie Owens         | Whoopi Goldberg   | Regina Lemnitz           |
| Janet Webber          | Angela Bettis     | Claudia Lehmann          |
| John                  | Travis Fine       | Sebastian Jacob          |
| Dr. Philip W. Crumble | Kurtwood Smith    | Roland Hemmo             |
| Cynthia Crowley       | Jillian Armenante | Almut Zydra              |

## Kritik
„Eine klischeereiche Verfilmung autobiografischer Erinnerungen, die mit unfreiwilliger Komik und politisch korrekter Themen-Vielfalt vergeblich Anteilnahme zu wecken versucht. Allein die schauspielerischen Leistungen der beiden Hauptdarstellerinnen ragen heraus.“

„Winona Ryder und Angelina Jolie führen einen tapferen, aber aussichtslosen Kampf gegen ein richtungsloses Skript.“

„Plattes Seelendrama mit reizenden Psychopathinnen.“

## Auszeichnungen
- 2000: Oscar für die Beste Nebendarstellerin – Angelina Jolie
- 2000: Golden Globe Award für die Beste Nebendarstellerin – Angelina Jolie
- 2000: Screen Actors Guild Award für die beste Nebendarstellerin – Angelina Jolie